# Melitaea paphlagonia
Melitaea paphlagonia är en fjärilsart som beskrevs av Hans Fruhstorfer 1917. Melitaea paphlagonia ingår i släktet Melitaea och familjen praktfjärilar. Inga underarter finns listade i Catalogue of Life.